# Acilene Sebastião
Acilene Sebastião, née le 23 mars 1987, est une joueuse angolaise de handball. Elle est membre de l'équipe d'Angola de handball féminin. Elle a représenté l'Angola au Championnat du monde de handball féminin 2009 en Chine.

## Palmarès

### En équipe nationale
Championnats du monde
- 11e place au Championnat du monde 2009

Championnats d'Afrique
- Médaille d'or aux Jeux africains 2015.